# ワルサーP99
ワルサーP99（Walther P99）は、ドイツの銃器メーカーであるワルサー社（Walther GmbH：創始者カール・ワルサー）が1996年に開発した自動拳銃。ワルサーP38の後継モデル開発に失敗し続けたワルサー社が、ウマレックス社に買収されて以降にリリースされた。

## 特徴
P99は、ワルサー社初のポリマーフレームを採用した。グロック17やH&K USPなど、先行する他社のポリマーフレーム拳銃を参考にし、独自の改良を施している。フレームが一体成型されている他のポリマーフレーム拳銃と異なり、グリップ後部のバックストラップと呼ばれる部品が交換式となり、使用者の手に合うよう形状を3段階に変更できる。
露出した撃鉄を持たないストライカー撃発方式となっており、目視や指による触感で撃発可能な状態か確認できるよう、スライド後端からストライカーの一部が突き出す構造になっている。装填についても、薬室内に弾薬が装填されるとスライド側面のエキストラクターが動き、後端に赤い印が現れることで目視と接触による確認が可能になっている。
バリエーション展開として、S&Wによるライセンス生産モデル「SW99」、炭酸ガス式の空気銃（日本では実銃扱い）「CP99」、そして、日本向けモデルとしてマルゼンと契約したエアソフトガンなどが存在する。007の主人公ジェームズ・ボンドが愛銃をワルサーPPKからP99に換えたのを記念した特注モデルもある。
初期に生産されたものの中には各部品の耐久性に問題があるものが混入していたため、当時を知る銃砲店員からは評判が悪い。
ドイツが警察用拳銃として認定しているが採用した州は少なく、民間販売も振るわないとされているが、2006年度の初頭にはH&Kを破り、ドイツのノルトライン＝ヴェストファーレン州警察とドイツ税関本部の実行部隊が、ダブルアクションオンリーモデルである「P99DAO」を制式採用した。ポーランドでは、軍や国家警察の次期制式拳銃に、国産ではなく、現行型の本銃を選定したと公式発表した。
ドイツ以外にもポーランドのファブルィカ・ブローニ・ウーチュニク（通称、ラドム社）でも生産されており、ポーランド製のものはスライド部分にFB（ファブルィカ・ブローニ Fabryka Broni の頭字語）の刻印がある。

## トリガーバリエーション
P99は、トリガー（引き金）の動きには、DAO（ダブルアクションオンリー：ダブルアクションのみ）に加えて、2つのパターンが存在する。
AS（アンチストレス）
初弾発射後は普通のシングル/ダブルアクションだが、初弾装填時には、引き金の動く幅がダブルアクションで作動はシングルアクションという状態になる。この状態は「ロングストロークシングルアクション」と呼ばれる。引き金の動く幅が大きくなることで、極度の緊張時に、不意の物音などで射手の人差し指が思わず動き、暴発させてしまうのを防ぐ働きがある。
QA（クイックアクション）
常に撃針がダブルアクションとシングルアクションの中間にあり、シングルアクション以上ダブルアクション未満の重さと動きで発砲できる。スライド上部にAS同様にデコッカーボタンがあるが、非常に小型で、ドイツ語マニュアルでは、ボールペンなどで押すのがよいと書かれている。

## バリエーション

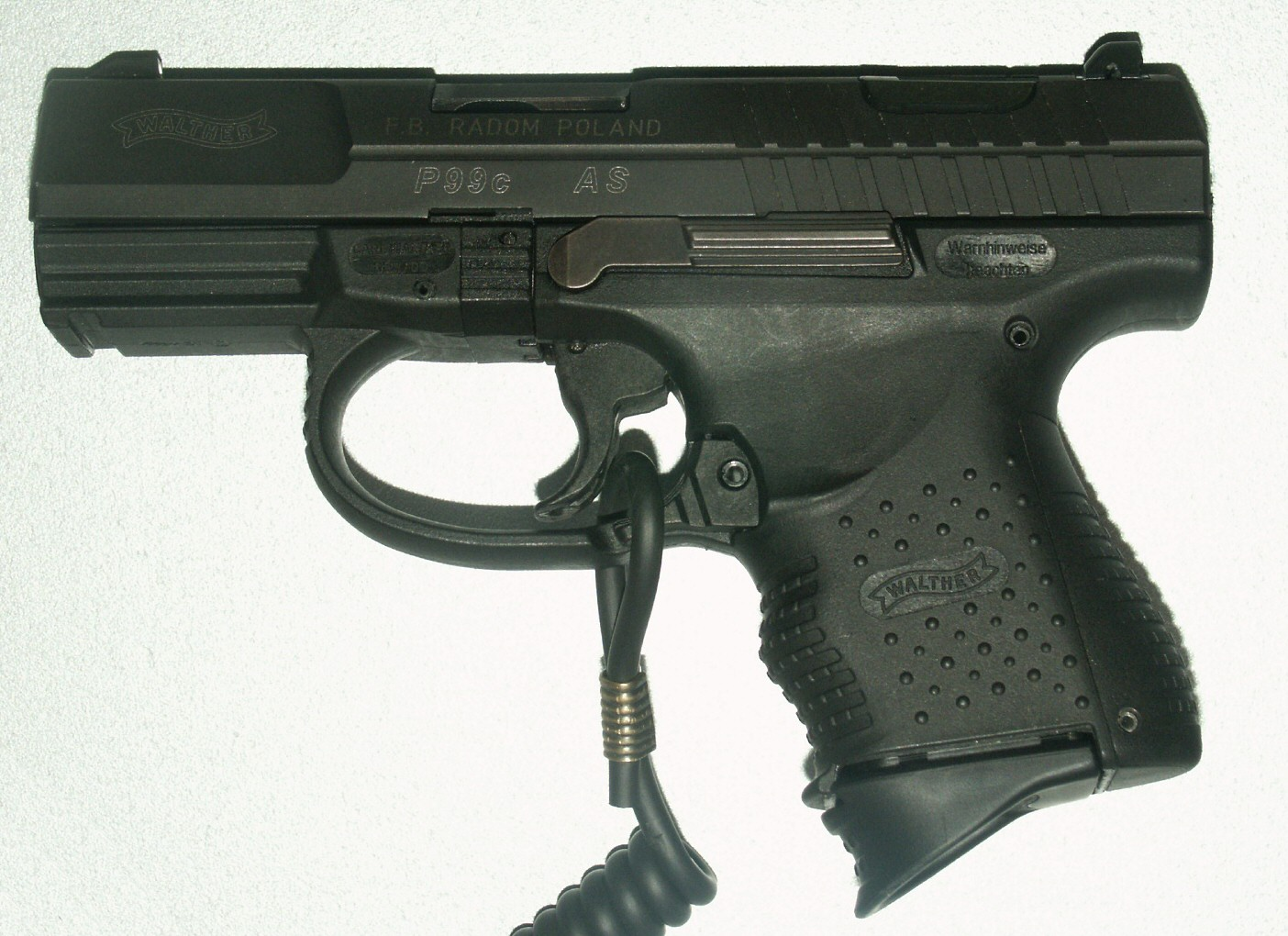
ワルサーP99c AS
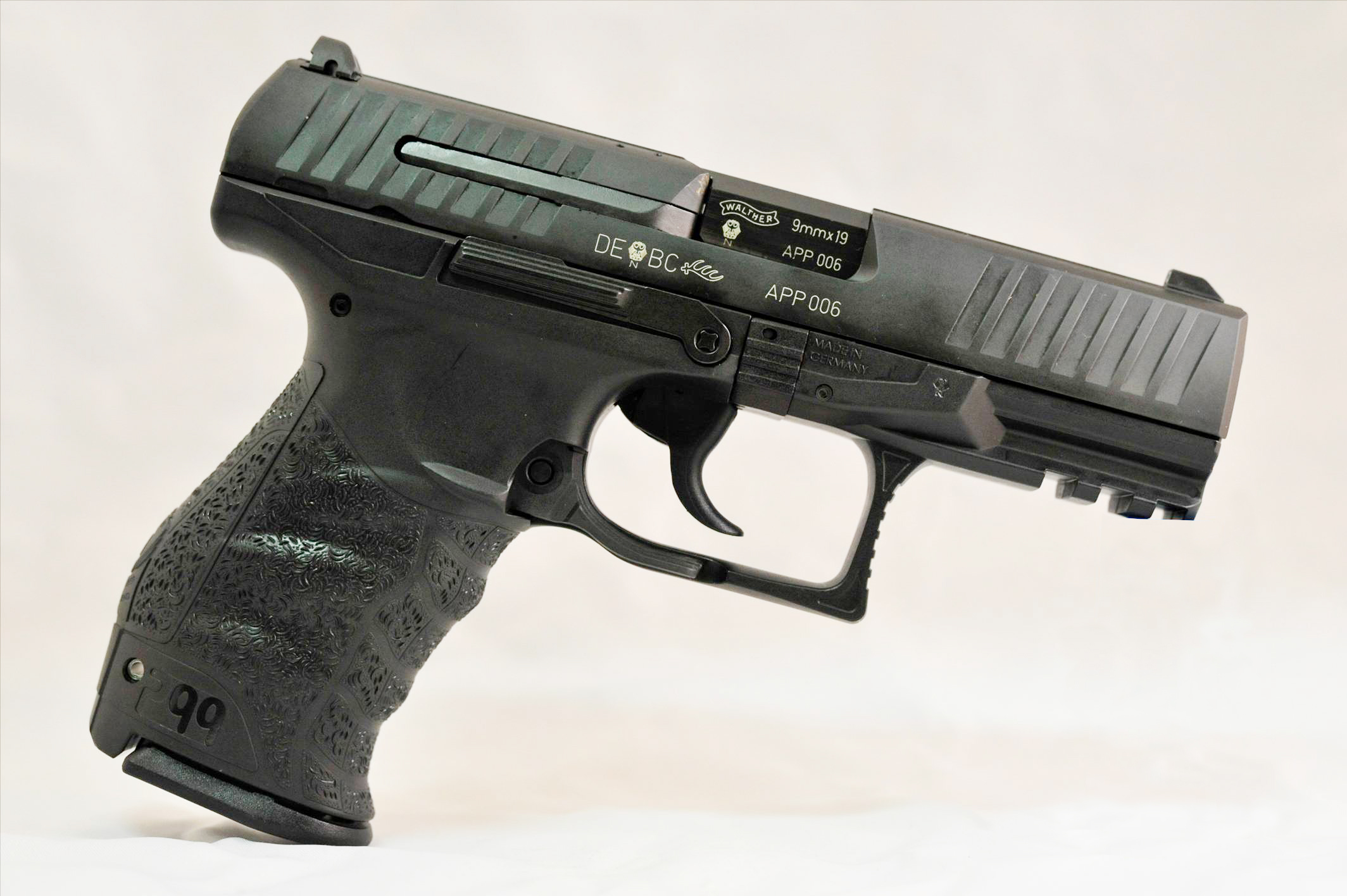
ワルサーP99Q
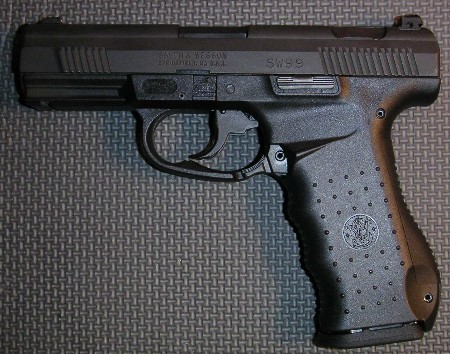
SW99

ワルサーP99DAO
ダブルアクションオンリーモデル。
ワルサーP99c
コンパクトモデル。
ワルサーP99Q
内部ストライカートリガー機構を内蔵したモデル。
SW99
S&Wのライセンス生産モデル。
Canik TP9
トルコのCanikArms社が製造したP99のクローンモデル。トルコ警察特殊部隊が採用している。2016年に発生したロシア大使暗殺事件では本銃のコンパクトモデルが使用された。
- ワルサーP99c AS
- ワルサーP99Q
- SW99

## 登場作品

### 映画・テレビドラマ
『007シリーズ』
第18作『007 トゥモロー・ネバー・ダイ』以降から第21作『007 カジノ・ロワイヤル』までジェームズ・ボンドが使用。
初登場作品の『007 トゥモロー・ネバー・ダイ』では、中華人民共和国国外安保隊の大佐であるウェイ・リンの隠れ家の武器庫に複数収納されており、それを目にしたボンドが使用する。ちなみに、ボンドは元々本銃を使う意向があったようで、「Qに頼んでいたやつだ」と発言している。
第19作『007 ワールド・イズ・ノット・イナフ』では、アバンタイトルのスペインのビルバオの、裏社会とも接点のある銀行にて、ロバート・キング卿から奪われた大金を取り戻すためにやって来たボンドがボディーチェックを受けた際、本銃はテーブルの上へと置かれ、以後もそのままの状態でボンドと銀行側の交渉が行われる。その後、情報提供を拒む銀行側の人間が拳銃を取り出すが、こういう事態を想定して本銃には小型の爆弾が仕掛けられており、ボンドは眼鏡のスイッチを押して炸裂させ、周りを怯ませて反撃に出た。
第20作『007 ダイ・アナザー・デイ』では、中盤のアイスランドにてボンドが自分と同じくMI6の一員であると知ったミランダ・フロストを宿泊先の部屋に誘ってベッドインした際、彼女の目の前で枕の下に本銃を置いている。そして、翌朝ボンドが任務のため部屋を出る準備の時にミランダ自らが手渡しているが、この「枕の下の銃」は実際には北朝鮮の危険人物であるグスタフ・グレーブス（ムーン大佐）に通じていたミランダによって細工されており、ミランダの裏切りを知ったボンドはとっさに彼女に銃口を向けて引き金を引くが、弾は1発も出なかった。その後、後半の北朝鮮では正常に動く別の本銃を所持している。また、ミランダもボンドと同じくMI6の官給品と思しき本銃を所持しており、彼女の裏切りが明らかになったのはグレーブスを威嚇するために彼に向けていた本銃の銃口を、ボンドに向けたことであった。
『24 -TWENTY FOUR-』
シーズン4第12・13話でコンロンが使用。
『88ミニッツ』
主人公、ジャック・グラム（アル・パチーノ）が使用。
『CSI:科学捜査班』
第12シーズン「殺人兵器」に登場。隠し部屋の壁に掛けてある。
『V』
カイル・ホッブス（チャールズ・メジャー）が使用。
『X-MEN2』
兵士が使用。
『アウトバーンコップ Alarm シリーズ』
チェイス&アクション編第1話にてクロロフが使用。サプレッサー装着。
『アンダーワールド』
セリーンがセミオートと3点バーストを切り替えられるセレクターを装着したものを使用。
『刑事ナッシュ・ブリッジス』
ジョー・ドミンゲスが使用。
『スカイハイ』
神崎耕平が使用。
『西部警察 SPECIAL』
新見旭が使用。
『トゥームレイダー』
マンフレッド・パウエルとアレックス・ウェストが使用。
『特殊能力捜査官 ペインキラー・ジェーン』
第22話に登場。
『バイオハザード』
特殊部隊の女性隊員が所持（発砲なし）。
『ブラック&ホワイト』
ウー・インションがP226に替わるサイドアームとして使用するも、レイ・ムーシャに奪われ、犯行の濡れ衣を着せられてしまう。
『マトリックス・リローデッド』
モーフィアスが使用。
『リターナー』
近未来である2084年から来た少女ミリが、過去の時代となる2002年に使用する拳銃。情報屋の謝からこの銃を受け取った際に、未来人故に古臭い銃と言ってしまうが、謝に最新式だと突っ込まれる。
『ローグ・アサシン』
ローグことヴィクター・ショウがハーフシルバーモデルを使用。チタニウム製の薬莢を愛用している。
『ジョン・ウィック』
ミズ・パーキンスが使用。サプレッサーやフラッシュサイトが装着されている。

### 漫画・アニメ
『カウボーイビバップ』
ジェット・ブラックが使用。
『烏学園ガンスモーキーズ』
主人公の春介がP99のエアガンに、アンダーレイルにレーザーサイトを装着した状態で使用。
『キディ・グレイド』
エクレールが使用。
『攻殻機動隊 ARISE』
バトーが公安9課に所属後、「二挺目」として使用。
『ノワール』
ミレイユが使用。
『ゾンビチャン』
銃ゾンビが使用。
『バトル・ロワイアル』
沼井充の支給武器。沼井の死亡後は桐山和雄が、桐山の死亡後は中川典子が使用。
『緋弾のアリア』
峰理子が二丁拳銃で使用。
『ルパン三世Y』
「誰がために星は瞬く」を除き、ルパン三世が使用。もともと所持していたワルサーP38の後継銃という位置づけでもある。
『マブラヴ オルタネイティヴ トータル・イクリプス』
篁中尉がフラッシュライトを付けて使用
「幼稚園WARS」主人公リタの先輩、ダグが携帯している。
『ゴルゴ13』
ゴルゴ13が1990年代後半の話から時折使用するようになった。

### ゲーム
『007シリーズ』
『007 ナイトファイア』
作中名称は「ウォルフラムP2K」。レーザーサイトを標準装備し、サプレッサーの着脱が可能。装弾数16発。
『007 エブリシング オア ナッシング』
プレイヤーの初期装備の1つ。サプレッサーの着脱が可能。装弾数10発。
『007　慰めの報酬』
プレイヤーの初期装備の1つ。サプレッサーの着脱が可能。装弾数15発。控え60発。
『ゴールデンアイ 007』
プレイヤーの初期装備の1つ。
『007 ブラッドストーン』
プレイヤーの初期装備の1つ。

『アンチャーテッド 砂漠に眠るアトランティス』
プレイヤーの使用可能な拳銃の1つ。
『アンチャーテッド 古代神の秘宝』
「サイレンサー付きのピストル」として登場する。
『エンゼルギア 天使大戦TRPG』
プレイヤーの所属する真帝国軍の制式拳銃。
『コール オブ デューティ モダン・ウォーフェア3』
シルバースライドモデル。サプレッサーやロングマガジンなどのカスタムが可能。
『パーフェクトダーク ゼロ』
「P9P」として登場する。サプレッサーおよびフラッシュライトを標準装備している。装弾数9発。
『ペルソナ2 罪』
プレイヤーの装備品の1つ。